# SP-500
Pour les articles homonymes, voir SP500.
Les SP-500 sont des sous-marins mis en place durant les expéditions de l'Équipe Cousteau afin d'étudier les différentes activités des fonds marins auxquels les soucoupes SP-350 ne pouvaient pas accéder.
Les SP-500 ou « Soucoupes Plongeantes à 500 mètres » sont surnommées les « puces de mer ».

## Description
Il s'agit de deux submersibles d'exploration d'un mètre sur deux et de deux tonnes, monoplaces ; leur autonomie est de 24 heures d'oxygène, ils disposent d'une pince pour les prélèvements et de deux caméras d'observations, ainsi que d'un appareil photographique pour l'observation océanographique sous-marine.
Petites sœurs de la soucoupe plongeante SP-350, les puces monoplaces sont extrêmement manœuvrables, travaillent presque toujours en couple et sont capables d'atteindre une profondeur de 500 mètres. Immergées pour la première fois en 1967, les puces de mer doivent leur conception aux techniciens de l'équipe Cousteau, et leur réalisation à ceux de l'usine aéronautique Sud-Aviation.
Leur principe et leur équipement sont identiques au SP-350 mais, comme les avions de chasse, elles sont pilotées grâce à un manche dont la poignée comporte une commande à chaque doigt. Elles se dirigent grâce à des jets d'eau sortant par des tuyères. Une fois dans l'eau, les pilotes peuvent s'observer mutuellement grâce à quatre hublots de plexiglas d'une épaisseur de 7,5 cm, se filmer et surtout se porter éventuellement assistance. La pince permet en cas d'avarie d'agripper une puce en difficulté pour la ramener à la surface.